# Sympathie

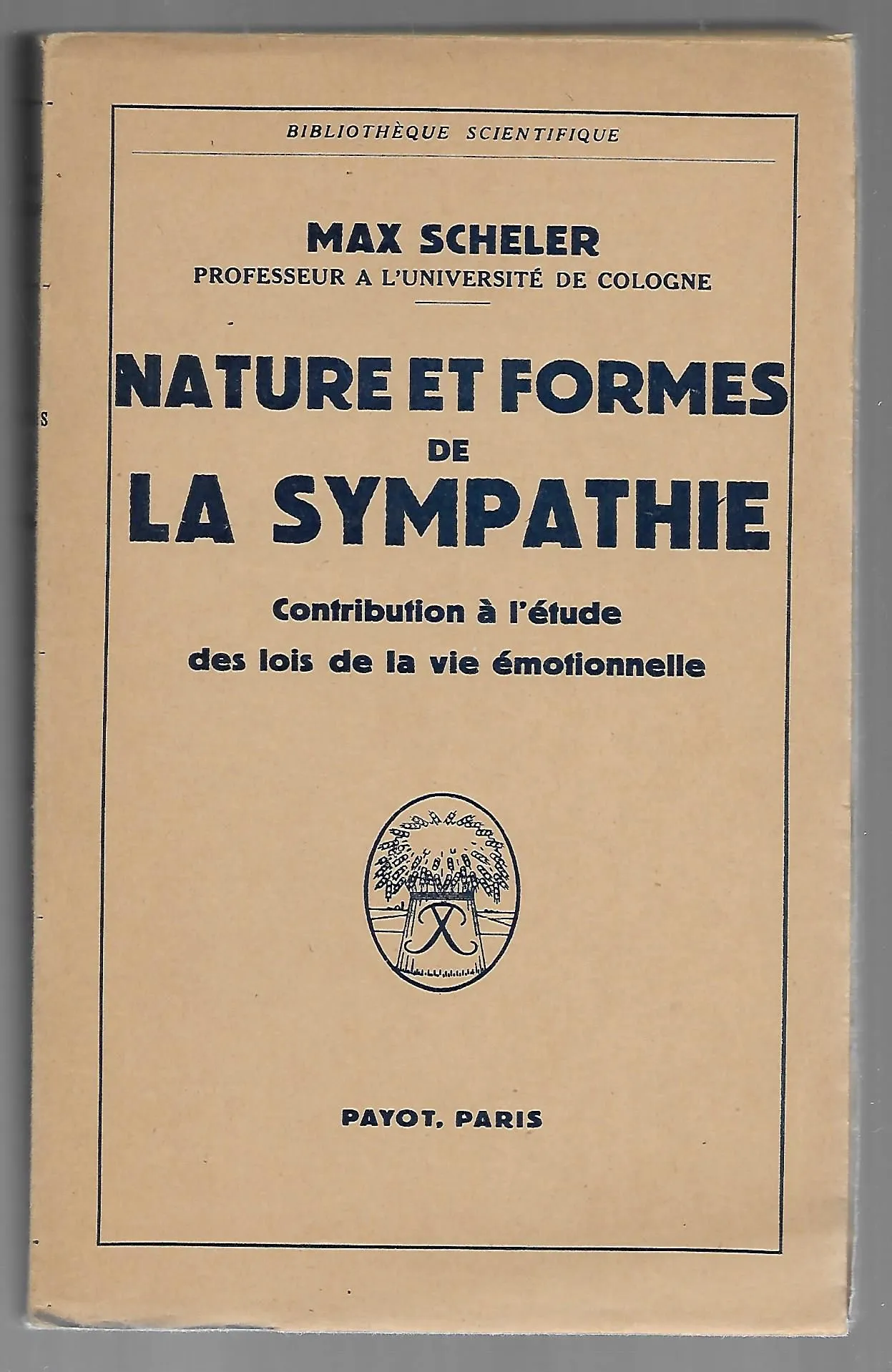
Nature et formes de la sympathie, du philosophe allemand Max Scheler (1923).

L'idée de sympathie est celle de participation, lien, concordance, communication. D'où différents sens, selon qu'on parle de la sympathie entre choses ou de la sympathie entre personnes. Comme le marque le Larousse : « Sympathie. 1) Faculté de participer aux peines et aux joies des autres. 2) Sentiment instinctif d'attraction à l'égard de quelqu'un. 3) Rapport de concordance de certaines choses entre elles ». Sympathie psychologique, sympathie morale et sociale, sympathie universelle (cosmique).
Le mot est dérivé de la langue grecque συμπάθεια (sumpatheia), du grec ancien σύν (sýn) qui signifie ensemble et de πάθος (pathos) passion, en l'occurrence la souffrance (de πάσχω - pascho, « être affecté par, à souffrir »), d'où le sens originel de « compassion » ou « condoléance » que le mot a encore de nos jours en anglais par exemple.

## La sympathie universelle: conception relevant du stoïcisme
La sympathie universelle concerne les choses, elle suppose une concordance entre diverses réalités physiques.
Chez les stoïciens, le monde est pénétré partout d'un même Feu-Logos qui en est le principe de cohésion, de mouvement, de vie. C'est un grand Vivant, de sorte que les parties du monde communient dans un même sentiment et un même souffle. Ce qui affecte une partie affecte les autres : sym-pathie. Mais les anciens stoïciens (Zénon de Cition, Chrysippe de Soles) ne parlent que des relations entre les choses du ciel (ourania) et les choses de la terre (epigeia) :

« À supposer que la nature forme un Tout bien lié et cohérent… que tout l'univers soit un… que tout se tienne dans la nature universelle, de fait, les Stoïciens en donnent plus d'un exemple… Si l'on touche les cordes d'une lyre, les autres cordes résonnent ; les huîtres et les autres coquillages croissent et décroissent avec la Lune… Le flux et le reflux de la mer sont commandés par les phases de la Lune. »

— Cicéron, De divinatione, II, 14, § 33-34)
Posidonios d'Apamée (131-51 av. J.-C.), qui relève du moyen-stoïcisme, étend la sympathie au rapport entre les choses terrestres:

« Et que dire de cet accord de l'univers qui communie dans un même sentiment, dans un même souffle, dans une même continuité entre toutes ses parties ? Cela ne force-t-il pas à approuver ce que j'avance ? La terre pourrait-elle tour à tour se couvrir de fleurs et se dessécher ? Pourrait-on, alors que tant de choses se transforment, reconnaître comment le Soleil se rapproche puis s'éloigne aux solstices d'été et d'hiver ?… Tout cela ne pourrait arriver avec une telle concordance dans toutes les parties du monde, si un même Souffle divin ne les unissait toutes et ne les maintenait ensemble. »

— Cicéron, De Natura Deorum, II, 7, § 19)
Pour Plotin (205 - 270 apr. J.-C.), la sympathie est « comme une unique corde tendue qui, touchée à un bout, transmet le mouvement à l'autre bout ». Le mot grec « sympathie » pouvait également s'appliquer, par animisme, à des correspondances entre objets inanimés et/ou des êtres vivants, comme chez l’occultiste Bolos de Mendès (IIe siècle av. J.-C.). Cicéron parle de l'antipathie entre la vigne et les choux. À la Renaissance, de nombreux auteurs parlent des sympathies et antipathies : Paracelse, Cardan, Tommaso Campanella, Giambattista della Porta, etc.

## La sympathie morale et sociale
Hume édifie sa théorie du jugement moral autour de la sympathie, définie comme notre propension à recevoir « les inclinations et les sentiments des autres ». « Si étroite et si intime est la correspondance des âmes humaines qu'une personne ne m'a pas plus tôt approché qu'elle répand sur moi toutes ses opinions et qu'elle tire à elle mon jugement à un plus ou moins haut degré » ; ensuite, la sympathie désigne le désir de vivre en communauté avec les autres hommes ; ensuite, la sympathie c'est faire comme si j'éprouvais des sentiments que je n'éprouve pas, me mettre fictivement à la place d'autrui, parce que j'imagine que je devrais être à cette place. Adam Smith, ami de Hume, tient la sympathie (sympathy) pour la « faculté de partager les passions des autres ». Il fait de la sympathie le mobile premier des actes et le fondement des jugements moraux. Pour Max Scheler, la sympathie (Mitgefühl) est un acte intentionnel de communication entre personnes.

## La sympathie psychologique
Le mot "sympathie" peut également signifier être touché par des sentiments ou des émotions. Ainsi, l'essence de la sympathie est la préoccupation forte qu'on ressent pour autrui. La sympathie existe lorsque les sentiments ou émotions d'une personne sont profondément compris et appréciés par une autre personne. L'état psychologique de la sympathie est étroitement lié à celui de la compassion, de l'empathie et de préoccupation empathique. Bien que l'empathie et la sympathie soient souvent utilisés indifféremment, une variation subtile dans l'usage courant peut être détectée. Faire preuve d'empathie, c'est répondre à l'état émotionnel d'un autre en renvoyant des sentiments d'un genre similaire. La sympathie comprend non seulement l'empathie (mais pas toujours car l'erreur de jugement sur l'émotion de l'autre est aussi possible), mais implique aussi d'avoir un regard positif ou une préoccupation non éphémère pour l'autre personne.
Dans l'usage courant, la sympathie est prise généralement comme la compréhension qu'on a d'un autre, de son malheur ou de sa souffrance, son chagrin.
La sympathie peut également se référer à être conscient des émotions positives éprouvées par les autres.
Dans un sens plus large, il peut se référer à l'appartenance à une idéologie particulière, par exemple politique. On parle alors d'une personne sympathisante.
De façon pratique l'empathie est de se mettre dans un mode "mise en compréhension" du sentiment d'autrui tandis que la sympathie est de se mettre à la place de l'autre. Dans le deuxième cas, la compréhension est jumelée à un investissement de soi. Par le fait de l'imagination, voir « Théorie des sentiments moraux, Adam Smith » la personne s'imagine et tente de ressentir ce que l'autre ressent, il souffre ou jouit avec lui, d'où l'investissement. La différence est énorme lorsqu'on accompagne quelqu'un dans la mort.

## La sympathie physiologique
La sympathie physiologique est une espèce de contagion par laquelle quelqu'un reproduit par imitation ou influence les comportements d'un autre. Ainsi du bâillement, du rire.

« Chez l'homme, rire et bailler par imitation, marcher au pas, reproduire les mouvements d'un funambule qu'on regarde… sont des cas de sympathie physiologique »

— Théodule Ribot,  Psychologie des sentiments, II, chap. 4 : "La sympathie et l'émotion tendre".